# 欧费维尔
欧费维尔（法語：Aufferville，法語發音：[ofɛʁvil] ⓘ）是法国塞纳-马恩省的一个市镇，属于枫丹白露区。

## 地理
欧费维尔（48°12'54"N, 2°36'33"E）面积17.74 平方千米，位于法国法蘭西島大區塞纳-马恩省，该省份为法国北部内陆省份，北起瓦兹省，西接埃松省、马恩河谷省、塞纳-圣但尼省和瓦兹河谷省，南至卢瓦雷省，东南接约讷省，东临马恩省和奥布省，东北接埃纳省。
与欧费维尔接壤的市镇（或旧市镇、城区）包括：奥布松维尔、阿维尔、布格利尼、沙特努瓦、舍夫兰维利耶、法伊莱讷穆尔、加朗特勒维尔、伊希、加蒂奈地区迈松塞勒。

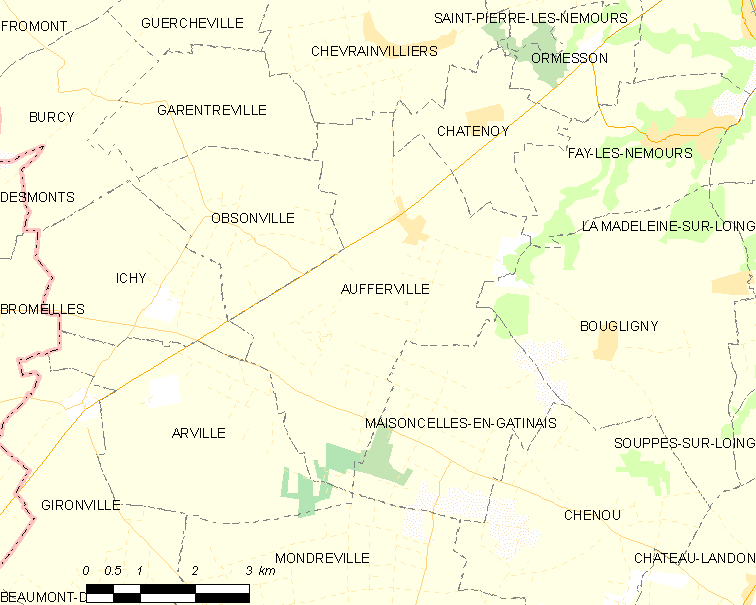
欧费维尔的OSM定位图

欧费维尔的时区为UTC+01:00、UTC+02:00（夏令时）。

## 行政
欧费维尔的邮政编码为77570，INSEE市镇编码为77011。

## 政治
欧费维尔所属的省级选区为讷穆尔县。

## 人口

1962-2008年间欧费维尔人口变化图示

欧费维尔于2022年1月1日时的人口数量为482人。